# Paragryllodes optimus
Paragryllodes optimus är en insektsart som beskrevs av Andrej Vasiljevitj Gorochov 1996. Paragryllodes optimus ingår i släktet Paragryllodes och familjen syrsor. Inga underarter finns listade i Catalogue of Life.